# Evelyn Holden
Evelyn Holden (1877 - c. 1960) fue una ilustradora y diseñadora de libros, además de artista inglesa.

## Biografía
Evelyn Holden era una de las hijas menores de Emma Wearing Holden, una exinstitutriz y escritora y su marido, el industrial Arthur Holden. Había otras cuatro hermanas, entre ellas Effie Margaret Holden, Violet Mary Holden y Edith Holden y dos hermanos. La familia originalmente vivía en Acocks Green, en las afueras de Birmingham, aunque en 1880 se trasladaron al campo, a Darley Green, en Packwood. El arte, la poesía, la naturaleza y los libros eran una constante en la casa. Las hijas fueron educadas en casa mientras que los chicos fueron enviados a la escuela. 
En 1890, Holden y su hermana Violet asistieron a la Escuela de Arte de Birmingham, donde Edith ya estaba inscrita. La familia se mudó a Gowan Bank, una casa mucho más cercana a la línea del tren, lo que hizo que el viaje diario a la ciudad fuera un proceso más simple. La casa era un destino habitual para que los socialistas y espiritistas visitaran a los padres de Holden cuando iban a hablar en Birmingham. La familia Holden celebraba regularmente sesiones de espiritismo y realizaba representaciones teatrales en la capilla del jardín.
Una vez más, la familia se mudó en 1897 a Dorridge, a unas pocas millas de Kingswood. La familia Holden pasaba por dificultades económicas y la casa más pequeña era inevitable, aunque en 1905 regresaron a Gowan Bank. Emma murió en 1904.
Holden desarrolló una exitosa carrera en la ilustración, trabajando para ilustrar libros y creando libros con su hermana Violet. Uno de los libros que produjeron fue The House That Jack Built And Other Nursery Rhymes (La casa que construyó Jack y otras canciones infantiles). También expuso con la Royal Birmingham Society of Artists. Sus dibujos eran tanta a pluma y tinta como en acuarela de estilo Art Nouveau.
Holden se casó con Frank Matthews en 1904. Trabajó con niños de los barrios marginales con lesiones físicas y Holden se unió a él en su trabajo. Holden tenía más de 90 años cuando murió.